# Ned Herrmann
William E. « Ned » Herrmann (1922 - 24 décembre 1999) est connu pour sa recherche sur les méthodes créatrices de pensée fondées sur la théorisation du fonctionnement cérébral humain.

## Biographie
Il a été directeur de formation de la General Electric (GE) dans les années 1970 en développant des programmes répondant à la question Comment maintenir ou augmenter la productivité d'un individu, la motivation, et la créativité.
En 1978, il a créé un inventaire psychologique de personnalité pour profiler les modes de pensée et les préférences comportementales. Commandité par General Electric, il a développé et a validé l'instrument de dominance de cerveau de Herrmann (HBDI), l'enquête marquée et analysée de participant, et conçu l'atelier de pensée créateur appliqué (ACTE), qui a été identifié comme principal atelier[Quoi ?] sur la pensée créatrice.

## Publications
- Les dominances cérébrales et la créativité  (trad. de l'anglais), Paris, Retz, 1992, 368 p. (ISBN 2-7256-1408-2 et 978-2-7256-1408-3)
- (en) The creative brain, Lake Lure, N.C, Ned Herrmann Group, 1995, 456 p. (ISBN 978-0-944850-02-2)
- (en) The whole brain business book, New York, McGraw-Hill, 1996, 334 p. (ISBN 978-0-07-028462-3).

## Reconnaissances
- En 1992, il a reçu la récompense du développement de ressources humaines d'ASTD.
- En 1993, il a été élu président de l'association américaine de créativité.